# Baboloki Thebe
Baboloki Thebe (ur. 18 marca 1997) – botswański lekkoatleta specjalizujący się w biegach sprinterskich.
W 2014 startował na juniorskich mistrzostwach świata oraz zdobył srebro w biegu na 200 metrów podczas igrzysk olimpijskich młodzieży w Nankinie. W 2016 sięgnął po złoto w biegu na 400 metrów oraz w sztafecie 4 × 400 metrów na mistrzostwach Afryki w Durbanie. Srebrny medalista juniorskich mistrzostw świata w biegu rozstawnym 4 × 400 metrów (2016). W tym samym roku reprezentował Botswanę na igrzyskach olimpijskich w Rio de Janeiro, podczas których nie pojawił się na starcie półfinałowego biegu na 400 metrów. Srebrny medalista IAAF World Relays (2017) w sztafecie 4 × 400 metrów oraz czwarty w tym samym roku podczas światowego czempionatu w Londynie w biegu na jedno okrążenie stadionu. W 2021 zdobył brązowy medal igrzysk olimpijskich w Tokio w biegu rozstawnym 4 × 400 metrów.
Złoty medalista mistrzostw Botswany.
Rekordy życiowe: bieg na 200 metrów – 20,21 (22 maja 2016, Gaborone); bieg na 400 metrów – 44,02 (6 lipca 2017, Lozanna).

## Osiągnięcia
| Rok  | Impreza                        | Miejsce        | Konkurencja                 | Pozycja    | Wynik   |
| ---- | ------------------------------ | -------------- | --------------------------- | ---------- | ------- |
| 2014 | Mistrzostwa świata juniorów    | Eugene         | bieg na 200 m               | półfinał   | 21,28   |
| 2014 | Mistrzostwa świata juniorów    | Eugene         | sztafeta 4 × 100 m          | eliminacje | 40,53   |
| 2014 | Mistrzostwa świata juniorów    | Eugene         | sztafeta 4 × 400 m          | –          | DQ      |
| 2014 | Igrzyska olimpijskie młodzieży | Nankin         | bieg na 200 m               | 2. miejsce | 21,20   |
| 2015 | Mistrzostwa Afryki juniorów    | Addis Abeba    | bieg na 100 m               | eliminacje | 11,06   |
| 2016 | Mistrzostwa Afryki             | Durban         | bieg na 400 m               | 1. miejsce | 44,69   |
| 2016 | Mistrzostwa Afryki             | Durban         | sztafeta 4 × 100 m          | 7. miejsce | 40,40   |
| 2016 | Mistrzostwa Afryki             | Durban         | sztafeta 4 × 400 m          | 1. miejsce | 3:02,20 |
| 2016 | Mistrzostwa świata juniorów    | Bydgoszcz      | bieg na 400 m               | półfinał   | DQ      |
| 2016 | Mistrzostwa świata juniorów    | Bydgoszcz      | sztafeta 4 × 100 m          | eliminacje | 40,41   |
| 2016 | Mistrzostwa świata juniorów    | Bydgoszcz      | sztafeta 4 × 400 m          | 2. miejsce | 3:02,81 |
| 2016 | Igrzyska olimpijskie           | Rio de Janeiro | bieg na 400 m               | półfinał   | DNS     |
| 2017 | IAAF World Relays              | Nassau         | sztafeta 4 × 400 m          | 2. miejsce | 3:02,28 |
| 2017 | Mistrzostwa świata             | Londyn         | bieg na 400 m               | 4. miejsce | 44,66   |
| 2017 | Mistrzostwa świata             | Londyn         | sztafeta 4 × 400 m          | eliminacje | 3:06,50 |
| 2018 | Igrzyska Wspólnoty Narodów     | Gold Coast     | bieg na 400 m               | 2. miejsce | 45,09   |
| 2018 | Igrzyska Wspólnoty Narodów     | Gold Coast     | sztafeta 4 × 400 m          | 1. miejsce | 3:01,78 |
| 2018 | Mistrzostwa Afryki             | Asaba          | bieg na 400 m               | 1. miejsce | 44,81   |
| 2018 | Puchar interkontynentalny      | Ostrawa        | bieg na 200 m               | 7. miejsce | 20,79   |
| 2018 | Puchar interkontynentalny      | Ostrawa        | bieg na 400 m               | 2. miejsce | 45,10   |
| 2018 | Puchar interkontynentalny      | Ostrawa        | sztafeta mieszana 4 × 400 m | 2. miejsce | 3:16,19 |
| 2019 | Igrzyska afrykańskie           | Rabat          | bieg na 200 m               | eliminacje | DNF     |
| 2021 | Igrzyska olimpijskie           | Tokio          | sztafeta 4 × 400 m          | 3. miejsce | 2:57,27 |
| 2023 | Mistrzostwa świata             | Budapeszt      | sztafeta 4 × 400 m          | –          | DQ      |